# جون بورتون (سياسي)
جون بورتون هو سياسي كندي، ولد في 27 نوفمبر 1927 في كندا. حزبياً، نشط في الحزب الديمقراطي الجديد. وقد انتخب عضو مجلس العموم الكندي.